# Shepperton
Shepperton est une ville ou village du Surrey, en Angleterre. Elle relève du borough de Spelthorne, et relevait du comté du Middlesex jusqu'à sa disparition en 1965. Shepperton est située sur la rive nord de la Tamise, à l'ouest de Sunbury-on-Thames et à une trentaine de kilomètres au sud-ouest du centre de Londres. Elle compte près de 10 000 habitants en 2011.  Une autoroute de largeur habituelle traverse Shepperton dans le ouest.
Shepperton est desservie par une gare ferroviaire au terminus d'un embranchement qui commence nominalement à Teddington, soit à Strawberry Hill attenant, tous les deux routes connectant la ville avec la gare de Waterloo.
Shepperton abrite des studios de cinéma ouverts au début des années 1930.
La ville est reliée par un pont à une arche construit sur le site d'un pont antérieur en 2013 à Walton-on-Thames, une ville plus peuplée, avec davantage de magasins.
Deux des trois variantes très locales du chemin de la rivière (Thames Path) passent par Shepperton, l'une utilisant un ferry et qui manque de peu la place de l'église en grande partie médiévale avec son pub et ses restaurants.
Un pub du XVIIIe siècle près du ferry est lié à l'ambassadeur des Pays-Bas, un haut dignitaire d'Espagne y avait un grand terrain maintenant divisé (Las Palmas) et de nombreux poètes et écrivains ont fait de Shepperton leur station balnéaire au cours de cette siècle.  Des maisons spéculatives bordent une courte courbe abrupte de la rivière à l'est du village, comme l'appellent certains habitants.
J M W Turner et Zoffany font partie des artistes qui dépeignirent la rivière ici dans des œuvres importantes.

## Personnalités
- Thomas Love Peacock y est mort en 1866.
- Robert Faurisson y est né en 1929.
- John Boorman, réalisateur de cinéma, né en janvier 1933.
- J. G. Ballard, écrivain, y vécut plus de quarante ans[1].